# Hellenbart Gyula
Hellenbart Gyula (álneve: Paul Juhász) (Fülek, 1930. június 5. –) magyar újságíró, kritikus, irodalomkritikus, egyetemi tanár. A Hamburgi Egyetem meghívott előadója a finnugor tanszéken.

## Életpályája
Mint kőszegi hadapródiskolást 1944 decemberében Németországba vitték. 1945-ben tért haza. 1949-ben érettségizett Kőszegen. 1951–1956 között a Műszaki Egyetem esti egyetemén tanult; vegyészmérnök lett. Az 1956-os forradalom után Németországba menekült. Először a kölni Ford Műveknél, majd a hamburgi Shell vállalat laboratóriumában dolgozott. 1962–1967 között a Hamburgi Egyetem filozófiai karán tanult; 1975-ben doktorált. 1964-től az Új Látóhatár munkatársa volt. 1965 óta egy idegennyelvű hamburgi lapkiadó munkatársa és a Profil című havilap magyar szerkesztője.

### Munkássága
Magyar irodalmi témájú cikkei és recenziói 1961 óta jelennek meg a nyugat-német sajtóban (évekig Paul Juhász néven írt irodalmi kritikákat a Die Welt-ben). Behatóan foglalkozott Németh László és Lukács György munkásságával.

## Művei
- Hamburgból nézve (esszék, 1964–1989; Budapest, 1991)
- König Midas in Budapest. Georg Lukács und die Ungarn (tanulmány, Bécs, 1995)